# 霰石

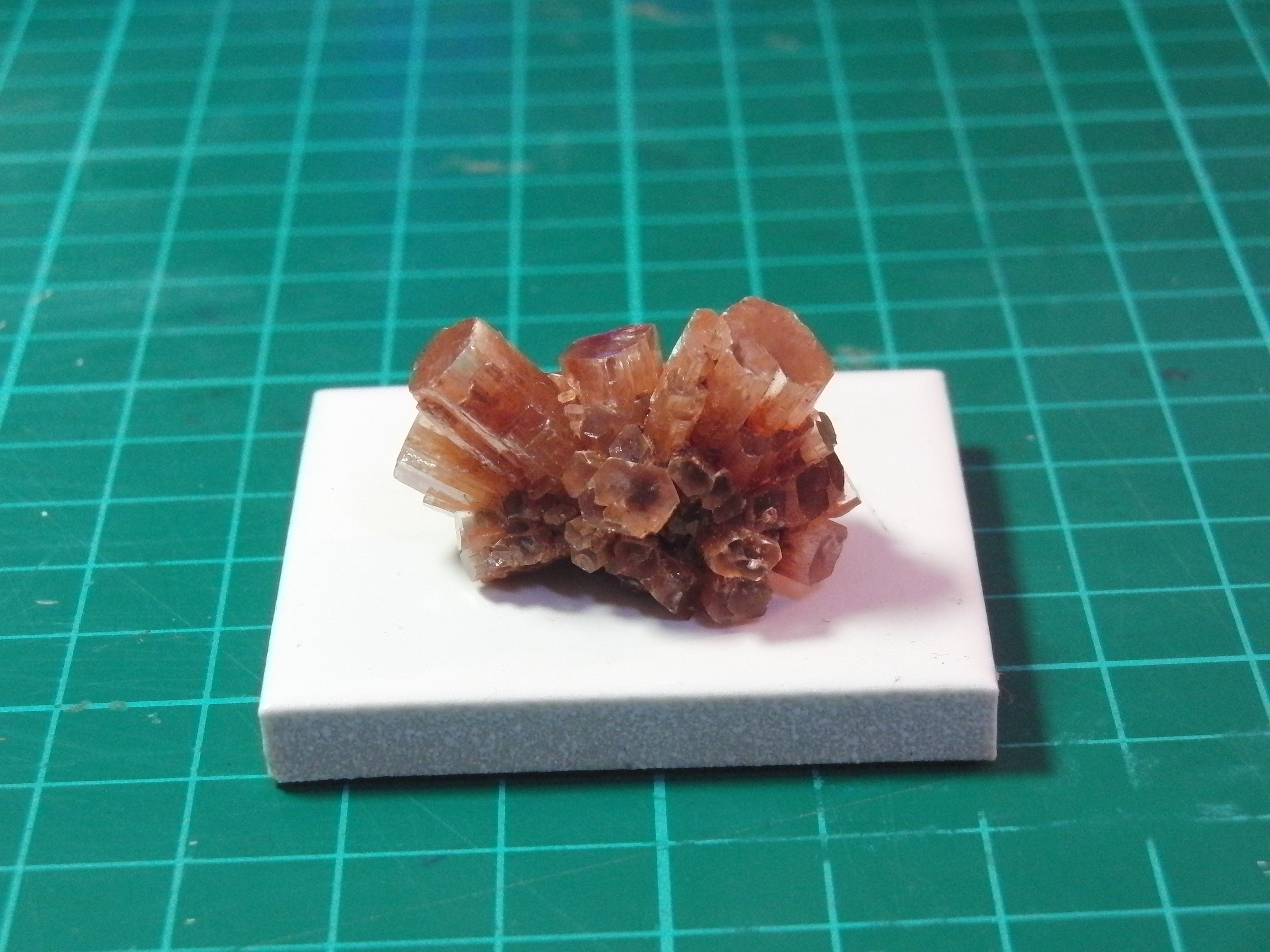
一块霰石晶體

文石（Aragonite），是一种碳酸鹽礦物。主要成分为碳酸钙，与方解石同为自然界常见的碳酸鈣多形體。文石为斜方晶系，故形状与三方或六方晶系的方解石不同。可形成柱狀晶體或是纖維形，偶有分叉鐘乳石状称“鋼花”。虽然常溫常壓下文石的熱力學結構不穩定，但因为动力学因素，在没有催化剂存在下需要数千万到数亿万年的時間才能轉化為方解石。 

## 产地
文石主产于秘魯、蒙古、捷克及斯洛伐克等地。除此之外，美國的卡爾斯巴德出產鐘乳石狀的文石，西班牙阿拉貢礦場出產柱狀文石，后者特称为Aragonite。 
位於太平洋的雅浦島，文石甚至被用作石制貨幣的原料，被稱之為雅浦島石幣，并沿用至十九世紀。 

## 生物分布
軟體動物的殼中也有文石形式（斜方晶系）的碳酸钙。由於生长环境受到強烈的生物活动影响，宏观上难以形成矿石形式的大晶体。有些动物的整個殼都为斜方晶系的碳酸钙组成，另外有些軟是由斜方与六方混晶的雙礦物質（bimineralic）複合殼。 
海洋中的文石沉澱物称为海洋水泥或洞穴石灰岩。